# Generic Access Profile
Generic Access Profile, GAP (укр. Загальний профіль доступу) — додаткове розширення стандарту DECT, прийняте влітку 1996 року (стандарт ETSI EN 300 444). Означає сумісність радіотелефону з устаткуванням інших виробників, що має той же стандарт DECT/GAP. Наприклад, з тими телефонами, які підтримують стандарт DECT/GAP, можна використовувати трубки від будь-якої іншої моделі, що підтримує цей стандарт.